# فريدريك إي. جيبسون
فريدريك إي. جيبسون هو قاضي كندي، ولد في 27 مايو 1935 في أوتاوا في كندا.